# Округ Сокаль
Округ Сокаль (нем. Bezirk Sokal, Сокальский уезд, пол. Powiat sokalski) — административная единица коронной земли Королевства Галиции и Лодомерии в составе Австро-Венгрии, существовавшая в 1867—1918 годах. Административный центр — Сокаль.
Площадь округа в 1879 году составляла 12,689 квадратных миль (730,13 км2), а население 69 999 человек. Округ насчитывал 101 населённый пункт, организованные в 92 кадастровых муниципалитета. На территории округа действовало 2 районных суда — в Сокале и Белзе.
После Первой мировой войны округ вместе со всей Галицией отошёл к Польше.